# (11277) Ballard
(11277) Ballard (1988 TW2) – planetoida z grupy pasa głównego asteroid okrążająca Słońce w ciągu 3,73 lat w średniej odległości 2,4 j.a. Odkryta 8 października 1988 roku.